# كنيس صلاة ابن شيف
| كنيس صلاة ابن شيف                 | كنيس صلاة ابن شيف      |
| --------------------------------- | ---------------------- |
| الكنيس قبل الحرب العالمية الثانية |                        |
| عن الأثر                          |                        |
| زمن الإنشاء                       | قبل نحو 900 عام تقريبا |
| نوع الأثر                         | كنيس                   |
| الطائفة                           |                        |
| الموقع                            | زليتن، ليبيا           |
| الوضع الحالي للأثر                |                        |
| ملاحظات                           |                        |

كنيس صلاة ابن شيف (بالعبرية: בית הכנסת צלאת בן שאיף) هو كنيس يهودي تاريخي في مدينة زليتن، ليبيا.
يعود تاريخ إنشائه إلى 900 عام. وكان تابعا للطائفة اليهود السفارديون في ليبيا.